# Giovanni Battista Draghi
Giovanni Battista Draghi (ca. 1640 – 13 de maig de 1708) fou un clavecinista i compositor italià.
Durant el regnat de Jaume I d'Anglaterra, Draghi fou el músic favorit de la cort i es creu que donà lliçons de música a la reina Anna d'Anglaterra. Publicà dues òperes Pysché i Wonder's in the Sun, or the Kingdow of Birds (1706).
Es creu que era germà d'Antonio Draghi, també músic i compositor.